# Montignac, Dordogne
Montignac (okcitansko Montinhac) je naselje in občina v francoskem departmaju Dordogne regije Akvitanije. Leta 2008 je naselje imelo 2.852 prebivalcev.
Na ozemlju občine se nahaja kompleks jam Lascaux, znan po številnih stenskih poslikavah iz obdobja paleolitika. V bližini se nahaja še eno pomembno arheološko najdišče - jama le Regourdou, v kateri je bilo sredi dvajsetega stoletja najdeno okostje neandertalca. Leta 1979 sta bila skupaj z ostalimi prazgodovinskimi najdišči v dolini reke Vézère sprejeta na UNESCOv seznam svetovne kulturne dediščine.

## Geografija
Kraj leži v pokrajini Périgord Noir ob reki Vézère, 46 km vzhodno od Périgueuxa.

## Uprava
Montignac je sedež istoimenskega kantona, v katerega so poleg njegove, vključene še občine Aubas, Auriac-du-Périgord, La Chapelle-Aubareil, Fanlac, Les Farges, Peyzac-le-Moustier, Plazac, Rouffignac-Saint-Cernin-de-Reilhac, Saint-Amand-de-Coly, Saint-Léon-sur-Vézère, Sergeac, Thonac in Valojoulx z 8.770 prebivalci.
Kanton Montignac je sestavni del okrožja Sarlat-la-Canéda.

## Zanimivosti
- ostanki gradu Château de Coulonges,
- jamski kompleks Lascaux, le Regourdou,
- most na reki Vézère, zgrajen v drugi polovici 18. stoletja.